# Flumpool 秘密の部屋
『flumpool 秘密の部屋』（フランプールひみつのへや）は、朝日放送（ABCラジオ）で2015年4月5日未明（4日深夜）から2017年3月26日（25日深夜）まで放送されていたラジオ番組。
この番組では、メンバー4人の素顔に加え、語られなかった「ディープ」なトークも送る。
メンバー4人全員がパーソナリティを担当するのはこの番組が初めてで、そもそもは「音楽活動を始めた原点である故郷・大阪から情報発信をすることで、地元をよりにぎやかにしたい」というきっかけからこの番組が誕生した。

## 放送時間
- 日曜 1:00 - 1:30（土曜深夜）

## パーソナリティ
- flumpool（山村隆太・阪井一生・尼川元気・小倉誠司）